# 米兰·海杜克
米兰·海杜克（捷克語：Milan Hejduk，1976年2月14日—），捷克男子冰球运动员。他曾代表捷克国家队参加1998年、2002年和2006年冬季奥林匹克运动会冰球比赛，获得一枚金牌和一枚铜牌。